# Премия О. Генри
Премия О. Генри (англ. O. Henry Award) — ежегодная литературная премия за лучший рассказ (short story). Учреждена в 1918 году и названа в честь американского писателя О. Генри, известного мастера этого жанра. Впервые премия была вручена в 1919 году.
Премия вручается рассказам американских и канадских авторов, опубликованным в американских и канадских журналах. Рассказы издаются в сборнике «The O. Henry Prize Stories». Победителями в разные годы становились Труман Капоте, Уильям Фолкнер, Фланнери О’Коннор, Джон Апдайк, Вуди Аллен, Стивен Кинг и другие.